# Ben Jonson
Benjamin Jonson, angleški dramatik in pesnik, * 11. junij 1572, London, Anglija, † 16. avgust 1637, London, Anglija. 
Splošno velja za drugega najpomembnejšega angleškega dramatika angleške renesanse, takoj za Williamom Shakespearom.
Njegova dela so imela velik vpliv na angleško poezijo ter odrske komedije, saj je populariziral komedijo humorja. Znan je po satiričnih igrah Every man in his humour (1598), Volpone, or The Fox (1606), The Alchemist (1610) in Bartholomew Fair (1614) ter po lirični poeziji.

## Življenje
Jonson je bil za svoje čase dobro izobražen. Bil je načitan in kultiviran človek angleške renesanse z naklonjenostjo za kontroverznost, ki je imela takrat velik kulturni vpliv na dramatike.
Jonsonov oče je umrl mesec dni pred Benovim rojstvom, mati pa se je dve leti pozneje poročila z zidarskim mojstrom. Sprva se je Jonson šolal na St Martin’s Laneu, pozneje pa je družinski prijatelj mlademu Benu plačal študij v Westminsterski šoli. Eden izmed njegovih učiteljev je bil antikvar, zgodovinar, topograf in orožniški častnik William Camden, ki je s pisateljem navezal tesen prijateljski stik. Camden je Jonsonu pri umetniškem in literarnem ustvarjanju pomagal tudi denarno.
Po koncu šolanja na Westminstrski šoli naj bi Jonson nadaljeval izobraževanje na Univerzi v Cambridgeu, kjer naj bi študiral literaturo, katerega pa zaradi vajeništva pri očimu ni uresničil. Kot vajenec je odšel na Nizozemsko in se prostovoljno prijavil v angleške polke Francisa Verea v Flandriji. Po svoji vojaški dejavnosti na celini se je Jonson vrnil v Anglijo in delal kot igralec in dramatik.
Ben Jonson je bil v svojem življenju nekajkrat zaprt zaradi nasprotovanja vladi oziroma politične nekorektnosti v svojih predstavah. Med drugim je bil zaprt tudi zaradi uboja nekega soigralca, po tem dogodku se je v zaporu spreobrnil v katoličana. To in njegova izobraženost, sta ga rešila pred vislicami.
Obdobje med letoma 1605 in 1620 velja za Jonsonov razcvet, saj je v tistem času napisal svoja najbolj prepoznava dela.
Jonson se je leta 1618 podal na Škotsko. Po vrnitvi v Anglijo, je na Univerzi Oxford prejel častno diplomo magistra umetnosti; najbolj častno nagrado njegovega časa.
Po letu 1620 je Jonson še naprej ustvarjal, vendar ta dela niso bila najbolj uspešna in so predstavljala novo smer, pastoralno dramo. Po nekaterih podatkih, naj bi Jonson utrpel možgansko kap (1620). Umrl je 16. avgusta 1637. Naslednji dan je na pogreb prišla velika večina plemstva.

### Družina
Jonson se je poročil leta 1594 v cerkvi svetega Magnusa z žensko po imenu Ann Lewis. Sam jo je opisal kot coprnico, čeprav je cenil njeno odkritost. Z Ann sta imela eno hčerko, Mary Jonson, ki je pol leta po rojstvu umrla ter sina Benjamina Jonsona, ki je prav tako mlad umrl in sicer leta 1603, zaradi bubonske kuge, ko je bil star sedem let. V spomin na sina Benjamina je Jonson napisal elegijo On my First Sonne moj prvi sin. 32 let pozneje, leta 1635 je umrl še drugi sin, prav tako imenovan Benjamin Jonson. Skupaj sta imela še veliko drugih otrok.

### Kariera
Kot igralec je Jonson igral glavnega junaka Hieronima v predstavi The Spanish Tragedy, dramatika Thomasa Kyda, ki je bila prva tragedija o maščevanju v angleški literaturi. Čeprav je bil dober igralec je bil v angleški družbi bolj pomemben kot pisatelj.
Kot dramatik je bil do leta 1597 zaposlen pri Philippu Hensloweju, vodilnemu  producentu angleškega javnega gledališča. Naslednjega leta je produkcija drame Every human in his humour vzpostavila Jonsonov sloves dramatika.
V tej predstavi je skušal Jonson predstaviti moderno priredbo klasične rimske komedije za angleško gledališko javnost, tako da je predstavil zgodbo o mladeniču, ki je zagledan v deklico, ki ima težave s flegmatičnim očetom. Oče pa je odvisen od pametnega služabnika, ki je na koncu uspešen - pravzaprav standardni načrt latinskega dramatika Plavta. Nekateri pravijo, da ga je priporočal celo William Shakespeare. V virih pa je tudi zapisano, da naj bi Shakespeare celo igral v tej drami.
Tej drami je leta 1599 sledila drama z naslovom Every human out of his humour. To je bila najdaljša igra, ki je bila kdajkoli napisana za elizabetinsko javno gledališče. Navdih je našel pri grškem komiku Aristofanu. S komentarji med dejanji je avtor objasnil pogled na to, kakšna mora biti drama.
Kraljevi dvor so pritegnile predvsem njegove maske. V 16. in 17. stoletju  so to bile dramska besedila z alegorično vsebino namenjena angleškem dvoru.  Jonson jih je pisal večinoma za kralja Jakoba I.. Zgodnje maske so bile uspešne, saj je bil v tem obdobju poznan kot dvorni pesnik. Jonson je dal maskam svojo značilno obliko in slog. V svojih maskah je bil ploden pri izmišljanju novih motivov. Toda to ni bilo dovolj: izumil je tudi »antimasko«, ki je bila pred samo masko in v katerih je nastopala grotesknost. V ospredju pa so bili predvsem igralci in ne plesalci ali glasbeniki, kot je bilo v navadi. Kraljeva naklonjenost se je kazala tudi v njegovi visoki pokojnini.
Njegove večje komedije izražajo močno nestrpnost do sveta, v katerem je živel, in veselje do izpostavljanja bedakov in njihovih slabosti. Nadarjen Benjamin Jonson je napisal dve najuspešnejši drami, ki sta v celoti v prozi, kar pa je bil nenavaden način kompozicije v njegovem času. Čeprav je bil pogosto jezen in trmast človek, nihče ni imel več učencev kot on. Bil je najbolj učeni dramatik svojega časa, obenem pa je bil tudi mojster gledališkega zapleta, jezika in karakterizacij.
Leta 1616 so izšla izbrana dela. Kasneje so sledili še drugi zvezki, nekateri še po njegovi smrti.

## Značilnosti njegovih del
Jonsonove igre se še danes igrajo in so uspešne. Njegovo vztrajanje pri uveljavljanju klasične teorije je v igrah okrepilo učinek živahnega dialoga in robustnih karakterizacij. Vse je dobro načrtoval. Jonsonovi zapleti so spretno sestavljeni. Incidenti se razvijejo v dosledni verigi vzrokov in posledic, pri čemer se upoštevajo ustrezne narave vpletenih oseb in je polno presenečenj, ki se ne prepuščajo naključjem. Jonson je znan po tem, da se osredotoča na določeno lastnost lika ter prikaže, kako ta lastnost prevladuje nad osebnostjo. To je rezultat njegovega klasičnega pojmovanja umetnosti, izvira pa tudi iz njegovega jasnega, preudarnega opazovanja ljudi. V Jonsonovih igrah sta tako ekscentričnost in normalno vedenje izpeljana iz prevladujoče lastnosti. Toda Jonson se ni ukvarjal izključno s humorjem. V nekaterih njegovih igrah so prevladovale teorije klasične rimske komedije. Spodbujal je tudi dramatično karakterizacijo v komedijah v 18. in 19. stoletju.

### Volpone ali Lisjak
Volpone je edino delo Bena Jonsona, ki je bilo prevedeno v slovenščino. Je komedija s petimi dejanji, ki so jo uprizorili tudi na slovenskih tleh. Uprizorili so ga v Mladinskem gledališču Ljubljana in v Slovenskem narodnem gledališču Nova Gorica. Drama je uprizorjena po predlogi avstrijskega dramatika Stefana Zweiga, ki je dramo priredil leta 1926.

## Dela

### Drame
- A Tale of a Tub, komedija

- The Isle of Dogs, komedija

- The Case is Altered, komedija

- Every Man in His Humour, komedija

- Every Man out of His Humour, komedija

- Cynthia's Revels

- The Poetaster, komedija

- Sejanus His Fall, tragedija

- Eastward Ho, komedija

- Volpone, komedija

- Epicoene, or the Silent Woman, komedija

- The Alchemist, komedija

- Catiline His Conspiracy, tragedija

- Bartholomew Fair, komedija

- The Devil is an Ass, komedija

- The Staple of News, komedija

- The New Inn, or The Light Heart, komedija

- The Magnetic Lady, or Humors Reconciled, komedija

- The Sad Shepherd, pastoralna drama, nedokončana

- Mortimer His Fall, zgodovinsko delo, odlomek

### Nekatere 'maske'
- The Coronation Triumph ali The King's Entertainment

- A Private Entertainment of the King and Queen on May-Day

- The Entertainment of the Queen and Prince Henry at Althorp, satira

- The Masque of Blackness

- Hymenaei

- The Entertainment of the Kings of Great Britain and Denmark

- The Masque of Beauty

- The Masque of Queens

### Ostala dela
- Epigrams (1612)

- The Forest (1616)

- On My First Sonne (1616), elegija

- A Discourse of Love (1618)

- Barclay's Argenis, prevedel(1623)

- The Execration against Vulcan (1640)

- Horace's Art of Poetry, prevedel (1640)

- Underwood (1640)

- English Grammar (1640)

- To Celia (Drink to Me Only With Thine Eyes), pesem